# هاينز رودلف كونزي
هاينز رودلف كونزي (بالألمانية: Heinz Rudolf Kunze) (و. 1956  م) هو ملحن، ومؤلف، وكاتب ألماني، ولد في إسبلكامب.

## وصلات خارجية
- هاينز رودلف كونزي على موقع IMDb (الإنجليزية)
- هاينز رودلف كونزي على موقع مونزينجر (الألمانية)
- هاينز رودلف كونزي على موقع ألو سيني (الفرنسية)
- هاينز رودلف كونزي على موقع ميوزك برينز (الإنجليزية)
- هاينز رودلف كونزي على موقع أول ميوزيك (الإنجليزية)
- هاينز رودلف كونزي على موقع ديسكوغز (الإنجليزية)
- هاينز رودلف كونزي على موقع كينوبويسك (الروسية)

- هاينز رودلف كونزي في قاعدة بيانات الأفلام على الإنترنت